# São Félix (São Pedro do Sul)
São Félix é uma povoação portuguesa sede da Freguesia de São Félix do Município de São Pedro do Sul, freguesia com 3,73 km² de área e 365 habitantes (censo de 2021), tendo, por isso, uma densidade populacional de 97,9 hab./km².

## Demografia
A população registada nos censos foi:
| Distribuição da População por Grupos Etários | Distribuição da População por Grupos Etários | Distribuição da População por Grupos Etários | Distribuição da População por Grupos Etários | Distribuição da População por Grupos Etários |
| -------------------------------------------- | -------------------------------------------- | -------------------------------------------- | -------------------------------------------- | -------------------------------------------- |
| Ano                                          | 0-14 Anos                                    | 15-24 Anos                                   | 25-64 Anos                                   | > 65 Anos                                    |
| 2001                                         | 56                                           | 61                                           | 185                                          | 97                                           |
| 2011                                         | 43                                           | 44                                           | 191                                          | 112                                          |
| 2021                                         | 30                                           | 35                                           | 175                                          | 125                                          |

## Património
Património arquitetónico referenciado no SIPA:
- Cruzeiro de Mondelos;
- Igreja Paroquial de São Félix / Igreja de São Félix.